# Temporada 1956-1957 del RCD Espanyol
Dades de la Temporada 1956-1957 del RCD Espanyol.

## Fets Destacats
- 30 de setembre de 1956: Inauguració de la nova tribuna de Sarrià[4]
- 4 de novembre de 1956: Lliga: Espanyol 4 - Reial Valladolid 0[5]
- 11 de novembre de 1956: Lliga: Atlètic de Madrid 8 - Espanyol 1[6]
- 6 de gener de 1957: Lliga: Reial Madrid 7 - Espanyol 2[7]
- 31 de març de 1957: Amistós: Espanyol 1 - Djurgårdens IF 1[8]
- 1 d'abril de 1957: Amistós: Espanyol 2 - AIK Solna 1[9]
- 16 de juny de 1957: Final de Copa: FC Barcelona 1 - Espanyol 0[10]

## Resultats i Classificació
- Lliga d'Espanya: Setena posició amb 30 punts (30 partits, 11 victòries, 8 empats, 11 derrotes, 39 gols a favor i 48 en contra).
- Copa d'Espanya: Eliminà l'Athletic Club a vuitens de final, el Celta de Vigo a quarts i el València CF a semifinals, però fou vençut pel FC Barcelona a la final disputada a l'Estadi Olímpic de Montjuïc per 1 a 0.

## Plantilla
| P   | Jugador                | Lliga | Lliga | Copa d'Espanya | Copa d'Espanya |
| P   | Jugador                | PJ    | G     | PJ             | G              |
| --- | ---------------------- | ----- | ----- | -------------- | -------------- |
| POR | Josep Vicente          | 27    | -41   | 7              | -4             |
| POR | Miquel Soler           | 4     | -7    | -              | -              |
| DEF | Agustí Faura           | 27    | 2     | 7              | -              |
| DEF | Antoni Argilés         | 23    | -     | 6              | -              |
| DEF | Cata                   | 21    | -     | 7              | -              |
| DEF | Josep Parra            | 9     | -     | -              | -              |
| DEF | Salvador Gimeno        | 7     | -     | 1              | -              |
| DEF | Francesc Grau          | 1     | -     | -              | -              |
| MIG | José Sastre            | 29    | 3     | 7              | -              |
| MIG | David Casamitjana      | 22    | -     | 3              | -              |
| MIG | Lluís Muñoz            | 22    | 2     | -              | -              |
| MIG | Emili Gàmiz            | 21    | 1     | 7              | -              |
| MIG | Josep Maria Ruiz       | 13    | 4     | 6              | -              |
| MIG | Oswaldo García         | 12    | 1     | 6              | -              |
| MIG | Eduardo Vílchez        | 4     | -     | -              | -              |
| MIG | José Luis Piquín       | -     | -     | -              | -              |
| DAV | Julià Arcas            | 27    | 6     | 6              | 2              |
| DAV | Juan Armando Benavídez | 25    | 7     | 2              | 1              |
| DAV | Josep Mauri            | 14    | 3     | -              | -              |
| DAV | Óscar Coll             | 14    | 7     | -              | -              |
| DAV | Antoni Cruellas        | 6     | 2     | 6              | 4              |
| DAV | Francesc Xavier Marcet | 3     | -     | -              | -              |
| DAV | Dagoberto Moll         | -     | -     | 6              | 1              |
| DAV | Juan Moreno            | -     | -     | -              | -              |